# 소유권의 계승
소유권의 계승이란 재산권의 과거 계승된 목록을 기록한 것을 말한다. 이 계승은 현재 소유자로부터 과거 최초소유자로 연결이 된다.

## 부동산의 경우
부동산 매매의 경우 해당부동산으 소유권의 계승을 확인하는 작업이 중요하다. 